# 緑町 (下川町)
緑町（みどりまち）は、北海道上川地方の上川郡下川町にある地名である。郵便番号は098-1202である。

## 地理
下川町の市街地の東部に位置する。地域は市街地として利用されている。東は旭町、共栄町、南は南町、西は三の橋、北は名寄川をはさんで北町に接する。

### 河川
- 名寄川

## 歴史
公区（行政区）の緑町とほぼ一致する。開拓当初は農地として開発されたが、営林署の移転設置により木工場などの工場地帯や住宅街として発展してきた。

### 地名の由来
公区名に由来する。

### 沿革
- 1924年（大正13年）1月1日 - 下川村分村に伴い、11字が設置される。
- 1984年（昭和59年）4月1日 - 従来の字を改正し、緑町が設置される。

### 町名の変遷
| 実施後 | 実施年月日   | 実施前（各字名ともその一部） |
| ------ | ------------ | ---------------------------- |
| 緑町   | 1984年4月1日 | 名寄原野、名寄               |

## 交通

### バス
- 名士バス 興部線
- 下川町コミュニティバス

### 道路
- 国道239号 - 仮定県道

## 施設
- 農林水産省北海道森林管理局上川北部森林管理署
  - 1907年（明治40年）6月 - 上名寄23線（現錦町）に御料局名寄出張所下川分担区駐在所を設置
  - 1937年（昭和12年）1月 - 帝室林野局札幌支局下川出張所に昇格、24線に新築移転（現 恵林館）
  - 1937年（昭和12年）10月 - 帝室林野局旭川支局下川出張所
  - 1947年（昭和22年）3月 - 農林省旭川営林局下川営林署に改称
  - 1988年（昭和63年）3月1日 - 一の橋営林署を統合
  - 1988年（昭和63年）12月 - 現在地に新築移転
  - 1999年（平成11年）3月1日 - 名寄・朝日営林署を統合し、上川北部森林管理署に改称
- 下川営林署旧庁舎「恵林館」
- 下川町木質原料製造施設
- 緑町・三和会館